# Език или диалект
Въпросът „език или диалект“ е най-съществения социолингвистичен проблем в политически контекст.
При задаването му се установяват, разглеждат и изучават с цел лингвистичен анализ езиковите разновидности, за да се даде верен отговор на въпроса "Явяват ли се два близки идиома диалекти или са различни езици ?". При и за разрешаването на този въпрос „език или диалект“ често освен научни от гледна точка на лексикалната семантика и лингвистиката се излагат политически мотиви и аргументи, както в случая с политическия статус на македонския език, а и в случаите при някои други южнославянски езици като черногорския базиран на зетско-южносанджакски говор, и босненския основан на източнобосански говор в рамките на диалектния континуум на сърбохърватския език.